# Paul Chapman
Paul Chapman, född 9 juni 1954 i Cardiff, död 9 juni 2020, var en brittisk (walesisk) gitarrist. Han är mest känd som UFO:s femte gitarrist. Hans första skiva med bandet var No Place to Run. Andra skivan var The Wild, the Willing and the Innocent, bland annat med låten Profession of Violence. Han var med i UFO maj 1974–januari 1975, juli–september 1977 och november 1978–april 1983.